# Wahlenbergia pallidiflora
Wahlenbergia pallidiflora är en klockväxtart som beskrevs av Olive Mary Hilliard och Brian Laurence Burtt. Wahlenbergia pallidiflora ingår i släktet Wahlenbergia och familjen klockväxter.
Artens utbredningsområde är KwaZulu-Natal. Inga underarter finns listade i Catalogue of Life.